# C小調夜曲Op. posth. (蕭邦)

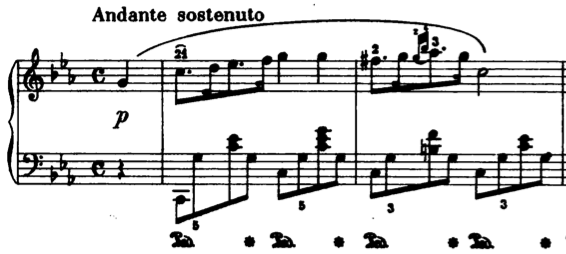
樂曲開首

C小調夜曲, Op. posth.為蕭邦所作的一首夜曲，具有簡單的結構，民歌般的旋律。樂首為C小調，4/4拍，延綿的行板（Andante sostenuto）。
此曲於1837年創作，在蕭邦逝世後的1938年出版，並被加上夜曲的標題。

## 外部連結
- C小調夜曲：国际乐谱典藏计划上的乐谱